# Castillo (Duarte)
Castillo é um município da República Dominicana pertencente à província de Duarte.
O nome da cidade homenageia a memória do coronel Manuel María Castillo, o herói da restauração dominicana. O coronel nasceu em 1795, na cidade de Santo Domingo.
Os primeiros habitantes chegaram à área entre 1718 e 1930 das comunidades estrangeiras e vizinhas, tais como San Francisco de Macorís, Salcedo, Moca e La Vega.
Sua população estimada em 2012 era de 6 330 habitantes.